# Campoplex unicingulatus
Campoplex unicingulatus är en stekelart som först beskrevs av Otto Schmiedeknecht 1909.  Campoplex unicingulatus ingår i släktet Campoplex och familjen brokparasitsteklar. Inga underarter finns listade.